# Намик Кемаль
Намик Кемаль (тур. Namık Kemal) (21 грудня 1840, Текірдаг, Османська імперія — 2 грудня 1888, Хіос, Османська імперія) — османський поет, журналіст, прозаїк, перекладач і громадський діяч. Крупний представник літератури Танзимату. Один з організаторів і керівників товариства «Нові османи».
Кемаль був особливо значущим у відстоюванні понять свободи та вітчизни[7] у своїх численних п'єсах та віршах, і його твори мали потужний вплив на становлення та майбутні реформаторські рухи в Туреччині, а також на інших колишніх османських територіях[8]. Його часто вважають важливим інструментом у переосмисленні західних концепцій, таких як природні права та конституційне правління[9].

## Ранні роки
Намик Кемаль, підданий Османської імперії, народився в Текірдазі (сучасна Туреччина, тоді частина Османської імперії) 21 грудня 1840 року в родині матері Фатми Зехра Ханим і батька Мустафи Асим Бея, головного астролога в султанському палаці. Батько Кемаля був турецького походження, його родина походила з Єнішехіру в провінції Бурса[10][6][11] Оскільки в Османській імперії прізвища та імена не використовувалися, "Кемаль" було не прізвищем, а частиною його імені. В юності Кемаль подорожував Османською імперією, зупиняючись у Стамбулі, Карсі та Софії, і вивчав різні предмети, зокрема поезію[6]. 1857 року, у віці 17 років, Кемаль працював у Бюро перекладів (тур. Tercüme Odası) при уряді Османської імперії[12]. [Однак через політичний характер своїх творів Кемаль був змушений залишити цю роботу за наказом Великого візира Мехмеда Емінблі-паші і приєднався до свого друга і соратника, молодоосманця Ібрагіма Шинасі, в його газеті «Tasvîr-i Efkâr» («Вісник ідей»)[6]. Кемаль працював редактором «Tasvîr-i Efkâr» до свого заслання і втечі до Парижа в 1867 р.[12].

## Політична кар'єра

### Младоосмани
Младоосмани (тж. Нові османи) були групою політичних активістів, члени якої походили переважно з молодої еліти османського суспільства.[13][14] Головною метою цієї групи було запровадження політичної реформи відповідно до західних ідей представницького правління.[13][14].
Приєднавшись до «Младоосманців» у 1862 році, Кемаль постійно писав есе на теми політичних, адміністративних, соціальних та зовнішньополітичних реформ[15][16] У 1864 році Кемаль очолив прореформену газету «Тасвір-і Ефкар» після того, як її попередній власник і друг Кемаля Ібрагім Шинасі був змушений піти у вигнання[16]. [16] У 1868 році, після того, як Кемаль був змушений шукати притулку в Парижі, він почав займатися виданням газети Hürriyet ("Свобода"), яка також поділяла мету "Младоосманців". [15] Газета Кемаля швидко стала популярним місцем, де младоосмани висловлювали свої антисултанські та пропарламентські настрої[16]. Однак через свою відвертість багато младоосманців, як і Кемаль, були змушені тікати з імперії та шукати притулку в Західній Європі[16].
Намик Кемаль захоплювався конституцією Французької Третьої республіки, він підсумував політичні ідеали младоосманців як "суверенітет нації, поділ влади, відповідальність чиновників, особиста свобода, рівність, свобода думки, свобода преси, свобода об'єднань, користування власністю, недоторканність житла"[17][18][19].
Намик Кемаль спирався на парламентську конституцію Великої Британії, віддаючи перевагу конституції Франції, яку він вважав занадто авторитарною за часів Наполеона ІІІ. З іншого боку, Лондон з його "незламною силою громадської думки проти влади" він вважав "моделлю світу" в політичних принципах[20].

## Ідеологія та вигнання
Намика Кемаль перебував під сильним впливом західних концепцій взаємовідносин між урядом і народом[7]. Тому він і його співвітчизники виступали проти руху за централізацію влади, який здійснював султан Абдулазіз (правив у 1861-1876 роках) та його радники Мехмед Емін-алі-паша і Мехмед Фуад-паша. [21] В результаті своєї критики уряду Намик Кемаль був висланий з Османської імперії в 1867 році і втік до Парижа, де знайшли притулок багато інших вигнаних младоосманців[22].
У 1869 або 1870 році Кемалю дозволили повернутися до Константинополя, і він продовжив писати для низки газет, керованих младоосманцями, і врешті-решт опублікував одну з них, İbret («Напучення»), в якій він звертався до більш інтелектуальних, соціальних та національних тем[15]. Однією з газет, до якої він дописував у цей період, була Basiret[23].
Крім того, саме після повернення до Константинополя Кемаль написав свій найзначніший і найвпливовіший твір: п'єсу Vatan Yahut Silistre, що перекладається як «Батьківщина або Сілістра»[15][22][24] П'єса розповідає історію османського солдата, чия вірність своїй нації, а не релігії чи відданості султану, спонукає його захищати місто Сілістра в Болгарії від росіян під час Кримської війни. [Вплив цих націоналістичних настроїв, нечуваних в Османській імперії до Кемаля, на турецький народ був настільки глибоким, що газета Кемаля «Ібрет» була закрита, а сам Кемаль вдруге висланий з імперії[15][25]. Під час цього другого заслання Кемаль знайшов притулок на Кіпрі, в будівлі, відомій як «Підземелля Намика Кемаля» у Фамагусті, де він пробув три роки між 1873 і 1876 рр.[25].
Його шедевр «Ода до свободи» підсумовує його політичні погляди[26].

## Подальша кар'єра
Намик Кемаль був однією з провідних фігур у створенні національної ідентичності
Як і багато молодих османів, Намик Кемаль підтримав сходження Мурада V на престол після зречення Абдулазіза в 1876 р.[21][27] Однак їхні сподівання на те, що Мурад запровадить бажані реформи, були розбиті, оскільки швидко стало очевидним, що він не придатний для правління; його слабкі нерви та алкоголізм призвели до його зречення всього через три місяці. [Намик Кемаль протестував проти повалення Мурада і продовжував підтримувати західні політичні перспективи Мурада, але, зрештою, його заклики не мали жодного ефекту, і Мурад V пішов у відставку в 1876 р.[29].
Незважаючи на зречення Мурада, перший османський парламент, Генеральна асамблея Османської імперії, був створений у 1876 році, значною мірою в результаті тиску з боку младоосманців, а також політичного впливу Мідхат-паші.[30] Однак, хоча спочатку Абдул Хамід II, султан, який змінив Мурада V, був готовий дозволити парламенту функціонувати, він швидко вирішив, що йому легше провести реформу, захопивши самодержавну владу, замість того, щоб чекати на схвалення народних обранців. [31] Для того, щоб успішно реалізувати своє самодержавне правління, Абдул Хамід II заслав у заслання багатьох молодих османів, включаючи Намика Кемаля, які критично ставилися до його рішення ігнорувати парламент[32] Таким чином, втретє Кемаль був видалений з Константинополя, змушений зайняти адміністративну посаду на Хіосі, де він помре в 1888 р.[15][32][33].

## Спадщина
Намик Кемаль мав величезний вплив на формування турецької національної ідентичності.[15] Зосередженість Кемаля на національній лояльності, а не на лояльності до монарха (під впливом західноєвропейських ідеалів самоврядування) сприяла не лише поширенню демократії на початку 20 століття, але й утворенню сучасної Турецької Республіки після розпаду Османської імперії. [34] Засновник сучасної Туреччини Мустафа Кемаль Ататюрк часто зазначав, що в молодості перебував під впливом творів Кемаля, і що вони згодом стали джерелом натхнення для його цілей у формуванні турецького уряду та держави[35].

## Творчість
Відомий як перший драматург і романіст в історії нової турецької літератури.

## Вибрана бібліографія
Написані монографії про Саладіна, Мехмеда II і Селіма I. Розпочату їм повну історію Туреччини («Османська історія») до кінця довести не встиг.

### Романи
- Пригоди Алі бея
- Джезмі

### Драми
- Вітчизна або Силистрия
- Злощасний дитина
- Рожеве дерево
- Анатолійські мужики
- Дунай або перемога
- Девро-і Істіла
- Барікай-і Зафер

### П'єси
- Ватан (Батьківщина) та ін.

Поряд з літературною творчістю займався дослідницькою роботою в галузі економіки та історії.